# Tasznik dębomir
Tasznik dębomir (Rhabdomiris striatellus) – gatunek pluskwiaka z rodziny tasznikowatych i podrodziny Mirinae.
Pluskwiak o ciele długości od 7 do 9 mm.
Owad ten zasiedla lasy liściaste i mieszane, parki, aleje, zarośla, ogrody, łąki, ugory i przydroża. Postacie dorosłe są drapieżnikami żerującymi na stawonogach o miękkim ciele, w tym na mszycach, mączlikach, czerwcach i roztoczach. Postacie larwalne są natomiast fitofagami ssącymi soki dębów, żerującymi na ich liściach oraz niedojrzałych kwiatostanach.
Występuje w większości krajów Europy.